# آنا (فیلم ۱۹۵۱)
آنا (انگلیسی: Anna) فیلمی ملودرام به کارگردانی آلبرتو لاتوادا است که در سال ۱۹۵۱ منتشر شد. از بازیگران آن می‌توان به سیلوانا مانگانو، رف ولونه، ویتوریو گاسمن، لامبرتو ماجورینی، لایلا روکو، نینو مارکتی، ماریا تدسکی و سوفیا لورن اشاره کرد.